# Wielersport op de Middellandse Zeespelen 2001
Wielersport is een van de sporten die beoefend werden tijdens de Middellandse Zeespelen 2001 in Tunis, Tunesië. Er waren twee onderdelen: één wegwedstrijd en tijdrit bij de mannen.

## Uitslagen
| Event   | Goud            | Zilver        | Brons              |
| ------- | --------------- | ------------- | ------------------ |
| Wegrit  | Denis Bertolini | Alberto Loddo | Alejandro Valverde |
| Tijdrit | Sergi Escobar   | Juri Alvisi   | Maurizio Biondo    |

## Medaillespiegel
| Plaats | Land   | Goud | Zilver | Brons | Totaal |
| 1      | Italië | 1    | 2      | 1     | 4      |
| 2      | Spanje | 1    | 0      | 1     | 2      |
| Totaal | Totaal | 2    | 2      | 2     | 6      |

1955 · 1959 · 1963 · 1967 · 1971 · 1975 · 1979 · 1983 · 1987 · 1991 · 1993 · 1997 · 2001 · 2005 · 2009 · 2013 · 2018 · 2022
Atletiek · Basketbal · Bocce · Boksen · Gewichtheffen · Golf · Gymnastiek · Handbal · Judo · Karate · Roeien · Schermen · Schietsport · Tafeltennis · Tennis · Voetbal · Volleybal · Waterpolo · Wielersport · Worstelen · Zeilen · Zwemmen